# Prostitución en Macedonia del Norte

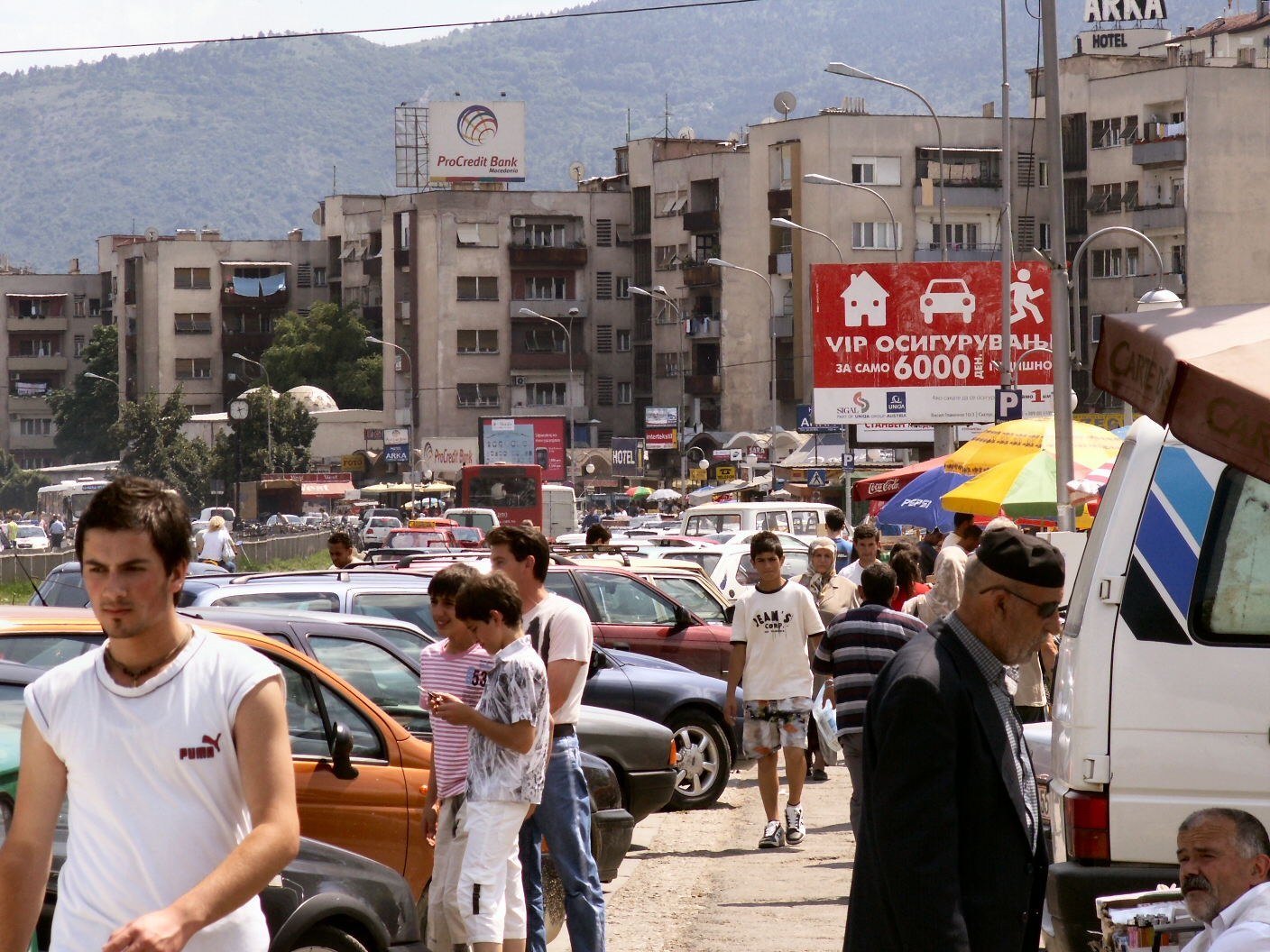
Barrio de Bitpazar, en Skopje, habitado en su mayoría por albaneses y en el que frecuentan prostitutas callejeras procedentes de ese país.

La prostitución en Macedonia del Norte es legal, aunque con diversas restricciones, y habitual. En 2016, ONUSIDA calculó que había cerca de 3 500 prostitutas en el país. El gobierno macedonio está intentando erradicar la prostitución.
STAR-STAR (Asociación de apoyo a los trabajadores marginados) es un grupo de apoyo dirigido por trabajadores del sexo. Su Junta Directiva está formada exclusivamente por trabajadoras del sexo. STAR-STAR fue el primer colectivo de trabajadoras del sexo de los Balcanes.
El país es un importante punto de tránsito para la prostitución hacia el oeste. El tráfico de mujeres con fines sexuales mueve miles de millones de euros en Macedonia del Norte y se considera que está dirigido principalmente por gánsteres albaneses. Uno de los "capos" más reconocidos del tráfico sexual en la región, Dilaver Bojku, fue asesinado de un disparo en la cabeza en agosto de 2017.

## Situación legal
Las actividades relacionadas con la prostitución están prohibidas en Macedonia del Norte tanto por la Ley de Faltas contra el Orden Público y la Paz como por la Ley Penal de 1996.
La prostitución en lugares públicos está prohibida por el artículo 19 de la Ley de Delitos Menores. El artículo también prohíbe proporcionar espacio para un acto de prostitución. Los restaurantes, bares y hoteles se definen como lugares públicos, por lo que sus propietarios pueden ser multados si se ejerce la prostitución en ellos. El sexo en público también está prohibido.
El artículo 191 de la Ley Penal prohíbe la participación de terceros, como el proxenetismo y el aprovechamiento de la prostitución ajena.
Las fuerzas del orden son corruptas y, a menudo, violentas con las trabajadoras del sexo. Según un estudio de 2007, el 82,4 % de las trabajadoras del sexo habían sido agredidas por la policía.

## Trata sexual de personas
Macedonia del Norte es un país de origen, tránsito y destino de mujeres y niños sometidos al tráfico sexual tanto hacia Hungría (paso a Europa), como a Grecia y Turquía. Las mujeres y niñas de Macedonia del Norte son objeto de trata sexual dentro del país en restaurantes, bares y clubes nocturnos. Las víctimas extranjeras del tráfico sexual en Macedonia del Norte suelen proceder de Europa del Este, especialmente de Albania, Bosnia y Herzegovina, Kosovo, Rumania, Serbia y Ucrania. 
Los ciudadanos de Macedonia del Norte y las víctimas extranjeras que transitan por Macedonia del Norte son objeto de tráfico sexual en Europa meridional, central y occidental. Los migrantes y refugiados, en particular las mujeres y los menores no acompañados, que viajan o son objeto de tráfico ilícito a través de Macedonia del Norte son vulnerables a la trata. Los estudiantes son vulnerables a las falsas promesas de empleo en otros países europeos. Los traficantes suelen sobornar a la policía y a los inspectores de trabajo. La policía ha sido investigada y condenada por complicidad en el tráfico de personas.
Los artículos 418(a) y (d) de su Código Penal prohíben todas las formas de trata y prescriben una pena mínima de cuatro años de prisión por la trata de adultos y de 12 años de prisión por la trata de niños. En diciembre de 2015, el gobierno suprimió el artículo 191(a) sobre prostitución infantil, que había permitido el procesamiento de traficantes sexuales de niños por un delito menor, y modificó el artículo 418(d). El gobierno investigó un caso de trata sexual en el que estaban implicados seis sospechosos de trata sexual y laboral de menores, frente a cero investigaciones en 2015.
La Oficina de Vigilancia y Lucha contra la Trata de Personas del Departamento de Estado de los Estados Unidos clasificó a Macedonia del Norte como país de "nivel 2".